# 笹峯愛
笹峯 愛（ささみね あい、1978年〈昭和53年〉3月4日 - ）は、日本の女優、アイドル、タレント、脚本家、演出家、歌手である。本名は三浦 愛（みうら あい）、旧芸名は笹峰 愛（読み同じ）。所属事務所は現在フリー。

## 経歴
鹿児島県姶良市（旧：姶良郡加治木町）出身。姶良市立柁城小学校卒業・姶良市立加治木中学校卒業・鹿児島県立鹿児島東高等学校中退。
ゴールデンミュージックプロモーションから1993年にTBS系『赤い迷宮』でドラマデビュー。その後はアイドル・女優としてTVドラマやCMに出演。1996年には写真集「PEACE」を発表している。デビュー当時は事務所とレコード会社の先輩である島崎和歌子が住んでいた部屋にマネージャーと同居。家具などをほとんど島崎から譲り受け「和歌子さんと一緒に住んでるみたい」と言っていた。また、雛形あきこと仲が良く「ヒナの愛人第一号」と公言していたが、実際は事務所の管理が厳しく、恋愛はおろか、同性の友人とすらプライベートではマネージャー同伴でないと会えない状況であった。デビュー当時の好きな異性のタイプは福山雅治、坂本サトル、山田雅人、うじきつよしであった。
2005年には演劇ユニット「and Me...」を立ち上げて以来、舞台の脚本・演出を手掛けるようになる。またゴールデンミュージックプロモーションから広栄へ移籍。
2012年1月に、俳優の三浦誠己と結婚し、8月に長男を出産した。映画『彼女について知ることのすべて』で共演したことが交際のきっかけとなり、笹峯自身から結婚を申し出たという。2021年12月に長女を出産。

## その他エピソード
事務所の後輩であったアイドルグループ虹色幻想曲 〜プリズム・ファンタジア〜のキャッチコピー「咲き誇れ名もなき花」の名付け親である。
ドラマデビュー作となった『赤い迷宮』については、最初はこのドラマの撮影現場の見学に行っただけだったが、そこでプロデューサーの春日千春に挨拶した時に「じゃあ明日から来て」と言われ、その場でこのドラマのレギュラー出演が決まったという。
NHK教育で放送されていた『あつまれ!わんパーク』内で卵かけご飯の作り方を披露した際、盛り付け時に醤油をかけ過ぎたあげく茶椀から卵が溢れてしまい、共演していたニャンちゅうからは「これはひどい」と評されたあげく、「本当に素晴らしい腕前」と皮肉られた。この映像は後年同局の『ニャンちゅう30周年スペシャル』でも放送されている。

## 出演

### 情報・バラエティ番組
- 天使のU・B・U・G（フジテレビ）
- 王様のブランチ（1996年7月 - 1998年3月、TBSテレビ）
- ＂おかあさんといっしょ＂とゆかいななかま（1999年3月22日、NHK教育）40周年記念番組司会
- あつまれ!わんパーク（1999年4月11日 - 2002年3月30日、NHK教育）
- スタジオパークからこんにちは（NHK総合） - 「アナウンサーにQ」アシスタント
- BSマンガ夜話（NHK-BS2）

### テレビドラマ
- ザ・ワイドショー（日本テレビ） - 村上唯 役
- 毎度ゴメンなさぁい（TBS）
- さんかくはぁと（テレビ朝日）
- 禁じられた遊び（読売テレビ）
- 湘南リバプール学院（フジテレビ）
- いつかまた逢える（フジテレビ）
- さむらい探偵事件簿 第1話「幻の春画を捜せ!」（1996年、日本テレビ / ユニオン映画）
- 火曜サスペンス劇場「小京都ミステリー18」（日本テレビ） - 豆奴 役
- 新・御宿かわせみ 第14話「師走の月」（1997年、ANB / 東映）おひで 役
- 連続テレビ小説（NHK）
  - あぐり（1997年）
  - ゲゲゲの女房（2010年）
- 大岡越前 第15部 第25話「最後の罪が恩返し」（1999年3月8日、TBS / C.A.L） - 巾着切りのお秀 役
- 水戸黄門 第27部 第1話 - 第9話（1999年、TBS / C.A.L） - 沙耶 役
- 地方記者・立花陽介14 阿波鳴門通信局（1999年） - 小田ユキ　役
- はぐれ刑事純情派（2001年） ‐ 松永香織
- 月曜ドラマスペシャル 弁護士迫まり子の遺言作成ファイル3（TBS）
- 中学生日記「行列のできる!? 相談室 7月3日の憂うつ」（2010年、NHK教育）
- 月曜ゴールデン「警視庁機動捜査隊216」（2011年、TBS）
- 相棒 season10 第7話「すみれ色の研究」（2011年11月30日、テレビ朝日） - 倉田真理 役
- ステップファザー・ステップ 第10話（2012年3月12日、TBS） - 有村恵理 役
- モメる門には福きたる（2013年）
- 土曜ワイド劇場 温泉若おかみの殺人推理25（2013年5月4日、テレビ朝日） - 嶋田和代 役
- ドクター調査班〜医療事故の闇を暴け〜 第5話（2016年5月20日、テレビ東京） - 茉莉子 役

### 映画
- 花より男子（監督：楠田泰之、1995年） - 松岡優子 役[5]
- 政治と暴力 一部：三島由紀夫、二部：赤報隊（監督：渡辺文樹、2010年）
- 彼女について知ることのすべて（監督：井土紀州、2012年） - 主演[6]
- 胴鳴り（監督：楫野裕、2024年） - 西沢真由美 役[7]

### オリジナルビデオ
- 仁義5（1995年）
- ファンキー・モンキー・ティーチャー　FOREVER　ワクワク秘密の花園の巻（1995年）
- 平成残侠伝 ぶった斬れ!（1996年）
- BE-BOP HIGHSCHOOL9 不良少年人生問答（1996年）

### CM
- 興和「ウナコーワA」
- ハウス食品「うまかっちゃん」
- サンシティ（郡山駅ビル、現：エスパル郡山）
- AEON「幸せの黄色いレシート」

### ラジオ
- バンブー・ささみぃのレディオX（文化放送）
- ai-TIME（渋谷FM）
- 劇ラヂ!ライブ 2016「お墓参り」（NHKラジオ第１ / NHKワールド・ラジオ日本） - 脚本・演出
- 青春アドベンチャー「当面の間、変身します」第三回（NHK-FM） - 脚本

### 舞台
- 夢芝居（リーゼント、2004年7月31日 - 8月1日、新宿・THEATER BRATS） - 出演
- やわらかな君の髪をなでる（ペテカン、2004年12月8日 - 19日、下北沢・駅前劇場） - 出演
- 猪突するココロ（and Me、2005年1月21日 - 23日、松陰神社前・スタジオAR） - 作 / 演出 / 出演
- ナクモ、ワラウモ。（and Me、2005年9月2日 - 4日、松陰神社前・スタジオAR） - 作 / 演出 / 出演
- 南国プールの熱い砂（こどもの城+ネルケプランニング プロデュース、2006年7月26日 - 8月6日、渋谷・青山円形劇場） - 出演
- そして竜馬は殺された（神田時来組、2007年6月14日 - 18日、シアターサンモール） - 出演
- S 複数形（and Me、2007年8月19日 - 19日、新宿三丁目・SPACE雑遊） - 作 / 演出 / 出演
- 旧歌（熱帯倶楽部、2008年7月30日 - 8月3日、シアターモリエール） - 出演
- 斜塔〜シャトウ〜（DHE、2008年10月23日 - 11月2日、新国立劇場） - 出演
- 散歩道楽男闘呼組「ポイズン」（2009年1月、新宿ゴールデン街劇場）
- 喜劇工房（2009年7月、下北沢 駅前劇場）
- and Me produce number5「くらやみに降る雪」（2009年12月、渋谷SPACE EDGE） - 脚本 / 演出 / 出演
- らくだ工務店 第18回公演　十周年企画第1弾「カラスの歩く速さ」（2010年4月、下北沢 駅前劇場）
- and Me produce number6「隣の芝」（2010年12月、下北沢OFFOFFシアター） - 脚本 / 演出
- and Me produce number7「愛想笑いしかできない」（2011年、下北沢OFFOFFシアター） - 脚本 / 演出
- and Me produce number8「ファミリー（仮）」（2012年、下北沢OFFOFFシアター） - 脚本 / 演出
- and Me produce number9「その胸にうなだれて」（2013年、下北沢OFFOFFシアター） - 脚本 / 演出
- aibook プロデュース#00「気がつけば、あした。」（2014年11月26日 - 12月2日、下北沢OFFOFFシアター） - 脚本 / 演出
- aibook プロデュース#01「ミルフィーユ」（2016年2月3日 - 10日、下北沢OFFOFFシアター） - 脚本 / 演出
- aibookプロデュース田野畑村公演「ミルフィーユ」（2106年8月28日、ホテル羅賀荘）-脚本 / 演出
- yataPro「世界を繋ぐ方法」（2016年11月30日 - 12月11日、高円寺アトリエファンファーレ） - 脚本 / 演出
- aibook プロデュース#02改め#03「疾走」（2017年8月23日 - 29日、下北沢駅前劇場） - 脚本 / 演出
- aibook休日公演「ぺあ」(2018年2月11日ホテル羅賀荘、2月12日盛岡風のアトリエ、3月3日・4日渋谷E-BASE）-脚本 / 演出
- aibook プロデュース#04「吐く」（2018年8月29日 - 9月4日、下北沢駅前劇場） - 脚本 / 演出
- シアターまあプロデュース「しきしま探偵事務所」（2019年1月15日-20日、テアトルBONBON）出演
- calmoプロデュース「boat」（2019年10月9日-14日、劇場MOMO）出演

## ディスコグラフィー
- ひとりぼっちのBirthday/ときめきの階段（1994年2月16日：ポリドール）
作詞・小山薫堂、作曲・後藤次利。日本テレビ系ドラマ「ザ・ワイドショー」挿入歌。オリコン最高45位。
- 東京は嫌いです/黙って帰ろう（1994年5月25日：ポリドール）
作詞・売野雅勇、作曲・後藤次利。オリコン最高65位。
- オリオン座のむこう/死のうかな（1994年10月1日：ポリドール）
白石まるみのカバー曲。
- 淋しい人たち/最初のツバメを見た午后（1996年2月25日：ポリドール）
作詞・売野雅勇、作曲・佐藤健。
- どうなっちゃうンだろ（1996年11月4日：ポリドール）
「ZAZA」名義（笹峰愛+他25名）。テレビ東京系アニメ「モジャ公」3代目エンディングテーマ。
- ハロー・グッバイ/夏模様（1998年3月18日：ポリドール）
柏原芳恵がカバーして（オリジナルは讃岐裕子。元歌は「ハロー・グッドバイ」で歌唱はアグネス・チャン）大ヒットした曲のカバーで、「夏模様」も柏原のカバー曲である。